# S'more

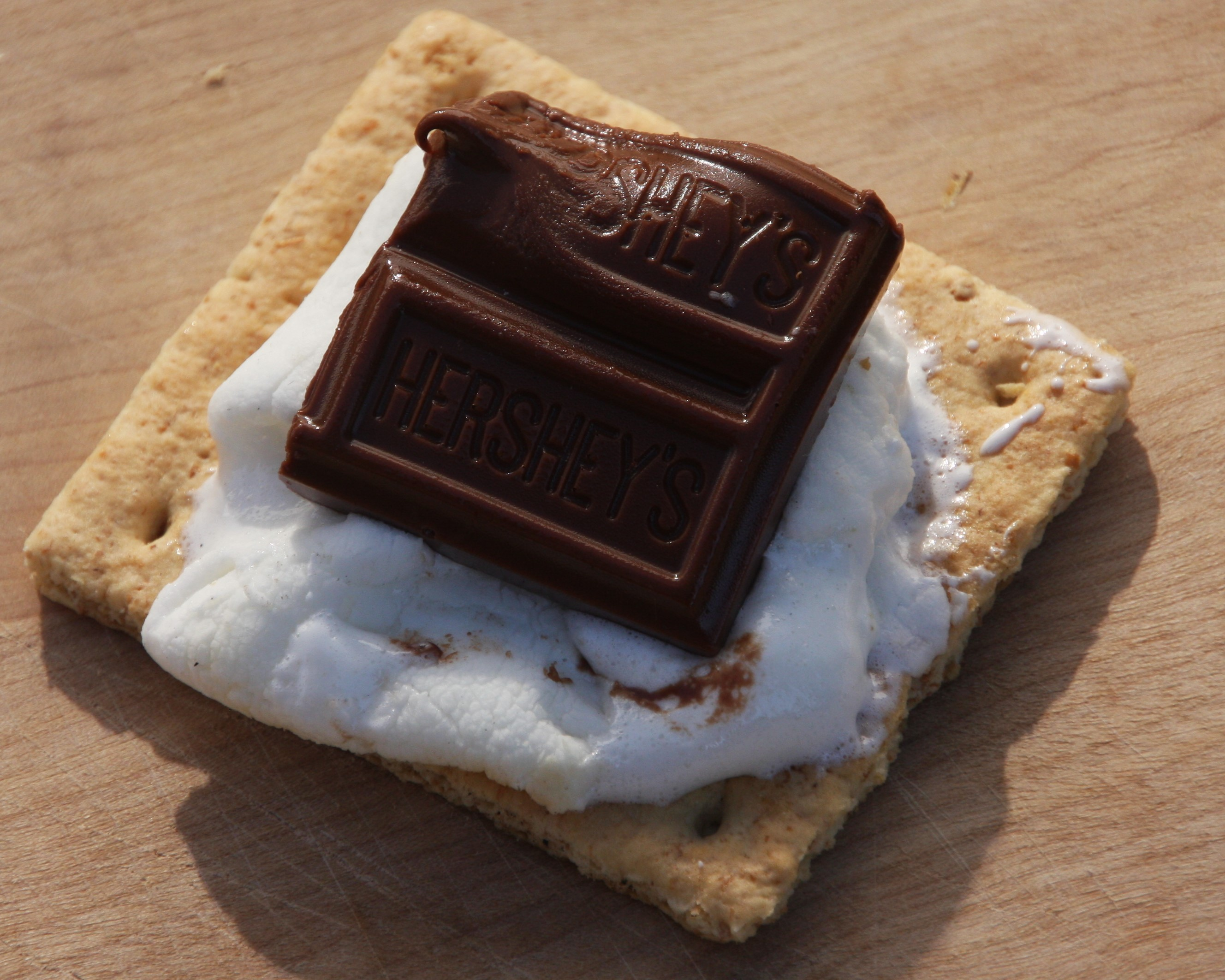
Un s'more.

Le s'more, le biscuit-sandwich à la guimauve ou le guim-o-choco,, est un dessert populaire aux États-Unis et au Canada, traditionnellement mangé près d'un feu de camp pendant l'été. Il est composé d'une guimauve grillée et d'un carré de chocolat entre deux biscuits Graham ou biscuits soda.
Le mot s'more vient de l'anglais « some more » car il serait impossible de n'en manger qu'un. La première apparition du terme est relevée dans un ouvrage de cuisine des Girl Scouts of America daté de 1927.
Aux États-Unis, la « journée nationale des s'mores » est fixée au 10 août.

## Préparation
Traditionnellement, les s'mores sont cuits sur un feu de camp, bien qu'ils puissent également être cuits à la maison avec une flamme de cheminée au feu de bois, un four, une flamme de cuisinière, un micro-ondes, un kit s'more ou une presse à panini. Les guimauves, généralement embrochées dans des tiges en métal ou en bois, sont rôties au feu jusqu’à obtenir une caramélisation, issus de la réaction de Maillard.

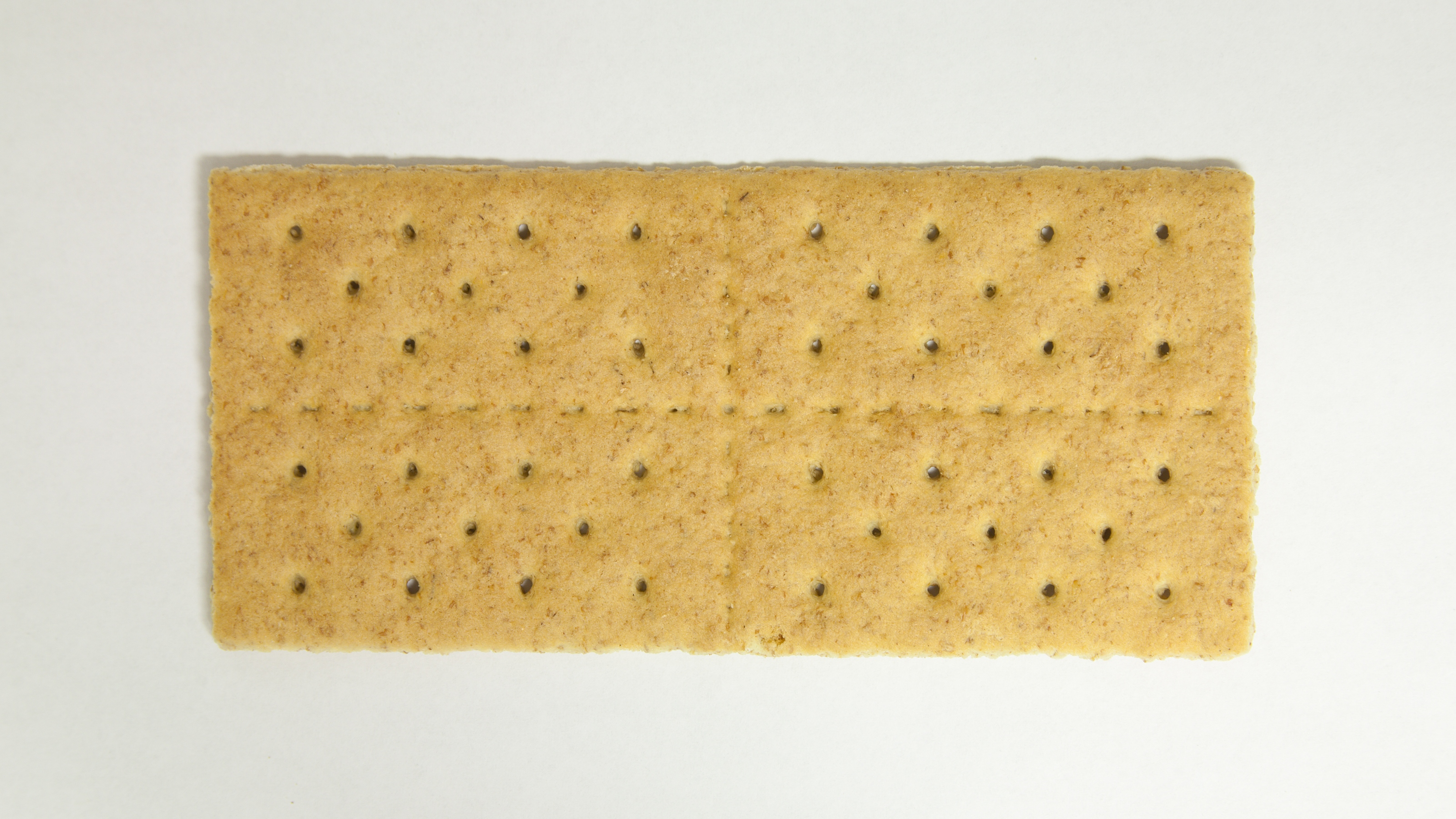
Type de biscuit utilisé pour réaliser un s'more.

Généralement, les guimauves sont collantes mais pas brûlées, mais selon les préférences personnelles et le temps de cuisson, les guimauves deviennent à peine chaudes ou brûlées. Elles sont ensuite placées en sandwich entre deux biscuits de type crackers ou Graham et un morceau de chocolat (ou le haut et le bas avec du chocolat), entre les biscuits. Il peut y avoir une étape supplémentaire ensuite où le sandwich entier est enveloppé dans du papier d'aluminium et chauffé pour faire fondre partiellement le chocolat.
Une variété de confiseries contenant des biscuits Graham, du chocolat et des guimauves est souvent vendue comme un dérivé des s'mores, mais elle n'est pas nécessairement chauffée ou servie sous la même forme que les s'mores traditionnels.